# Wahlen 1958
◄◄ | ◄ | 1954 | 1955 | 1956 | 1957 | Wahlen 1958 | 1959 | 1960 | 1961 | 1962 | ► | ►►

Weitere Ereignisse
Folgende Wahlen fanden im Jahr 1958 statt:

## Afrika
- Vereinigungsreferendum in Ägypten 1958
- Parlamentswahlen in Südafrika 1958
- Wahl zum Legislativrat im Protektorat Uganda 1958
- Wahl zum Legislativrat in Tanganjika 1958/1959
- Verfassungsreferendum in Niger 1958
- Wahlen zur Territorialversammlung in Niger 1958

## Amerika
- Kanadische Unterhauswahl 1958
- Wahl zum Senat der Vereinigten Staaten 1958 am 4. November

## Europa

### Bundesrepublik Deutschland
- Am 6. Juli die Landtagswahl in Nordrhein-Westfalen 1958
- Am 28. September die Landtagswahl in Schleswig-Holstein 1958
- Am 23. November die Landtagswahl in Bayern 1958
- Am 23. November die Landtagswahl in Hessen 1958
- Am 7. Dezember die Wahl zum Abgeordnetenhaus von Berlin 1958

### DDR
- Am 16. November die Volkskammerwahl 1958, siehe auch Ministerrat der DDR (1958–1963)

### Weitere Länder
- Am 25. Mai die Parlamentswahlen in Italien
- Am 1. Juni die Wahl zum Schwedischen Reichstag
- Am 6./7. Juli die Parlamentswahl in Finnland
- Am 23. und 30. November die Parlamentswahl in Frankreich
- Am 21. Dezember die Präsidentschaftswahl in Frankreich,  Charles de Gaulle wird gewählt
- Konklave 1958 im Vatikan
- Am 11. Dezember die Bundesratswahl 1958